# Estatuto pessoal
Em direito, o estatuto pessoal é o conjunto dos atributos constitutivos da individualidade jurídica de uma pessoa. Refere-se, portanto, a todos os episódios juridicamente importantes da vida de uma pessoa, como o nascimento e a conseqüente aquisição da personalidade jurídica, a capacidade jurídica, questões relativas à filiação, ao nome, ao relacionamento com a família, ao poder familiar, ao casamento, aos deveres conjugais, à separação e divórcio e à morte.
Em direito internacional privado, o estatuto pessoal costuma ser regido pela nacionalidade da pessoa ou por seu domicílio.
Países que adotam o critério da nacionalidade ( Critério político) - Alemanha, França, Itália. Outros adotam a lei do domicílio como por exemplo o brasil. Entretanto, ainda existem os que adoram o critério híbrido, em que aplica o critério da nacionalidade aos seus nacionais e do domicílio aos estrangeiros ali residentes.